# Table des caractères Unicode/UA930
Cette page contient des caractères spéciaux ou non latins. S’ils s’affichent mal (▯, ?, etc.), consultez la page d’aide Unicode.
Table des caractères Unicode U+A930 à U+A95F.

## Redjang (ou rejang)(Unicode 5.1)
Caractères utilisés pour l’écriture avec l’alphasyllabaire (ou abugida) redjang (ou rejang), utilisé pour transcrire la langue redjang dans le Sud de l'île de Sumatra en Indonésie : consonnes de base, voyelles dépendantes, consonnes diacritiques, diacritique virâma (qui ne forme aucune ligature conjointe), signe de ponctuation (section).

### Table des caractères
| en fr  | 0 | 1 | 2 | 3 | 4 | 5 | 6 | 7 | 8 | 9 | A | B | C | D | E | F |
| ------ | - | - | - | - | - | - | - | - | - | - | - | - | - | - | - | - |
| U+A930 | ꤰ | ꤱ | ꤲ | ꤳ | ꤴ | ꤵ | ꤶ | ꤷ | ꤸ | ꤹ | ꤺ | ꤻ | ꤼ | ꤽ | ꤾ | ꤿ |
| U+A940 | ꥀ | ꥁ | ꥂ | ꥃ | ꥄ | ꥅ | ꥆ | ꤰꥇ | ꤰꥈ | ꤰꥉ | ꤰꥊ | ꤰꥋ | ꤰꥌ | ꤰꥍ | ꤰꥎ | ꤰꥏ |
| U+A950 | ꤰꥐ | ꤰꥑ | ꤰꥒ | ꤰ꥓ |   |   |   |   |   |   |   |   |   |   |   | ꥟ |